# Komitet Spaaka
Komitet Spaaka (ang. Spaak Committee) - komitet powstały w 1955 roku w odpowiedzi na zgłaszane w gronie państw EWWiS postulaty rozwoju integracji gospodarczej. W skład komitetu weszli eksperci wskazani przez rządy państw członkowskich EWWiS, zaś na czele gremium stanął Paul-Henri Spaak. Początkowo w pracach brali też udział przedstawiciele Wielkiej Brytanii, jednak w trakcie podjęli decyzję o wycofaniu się z tej inicjatywy. Efektem pracy komitetu był zaprezentowany 21 kwietnia 1956 tzw. Raport Spaaka.